# Anna Iwanowna Schtschetinina

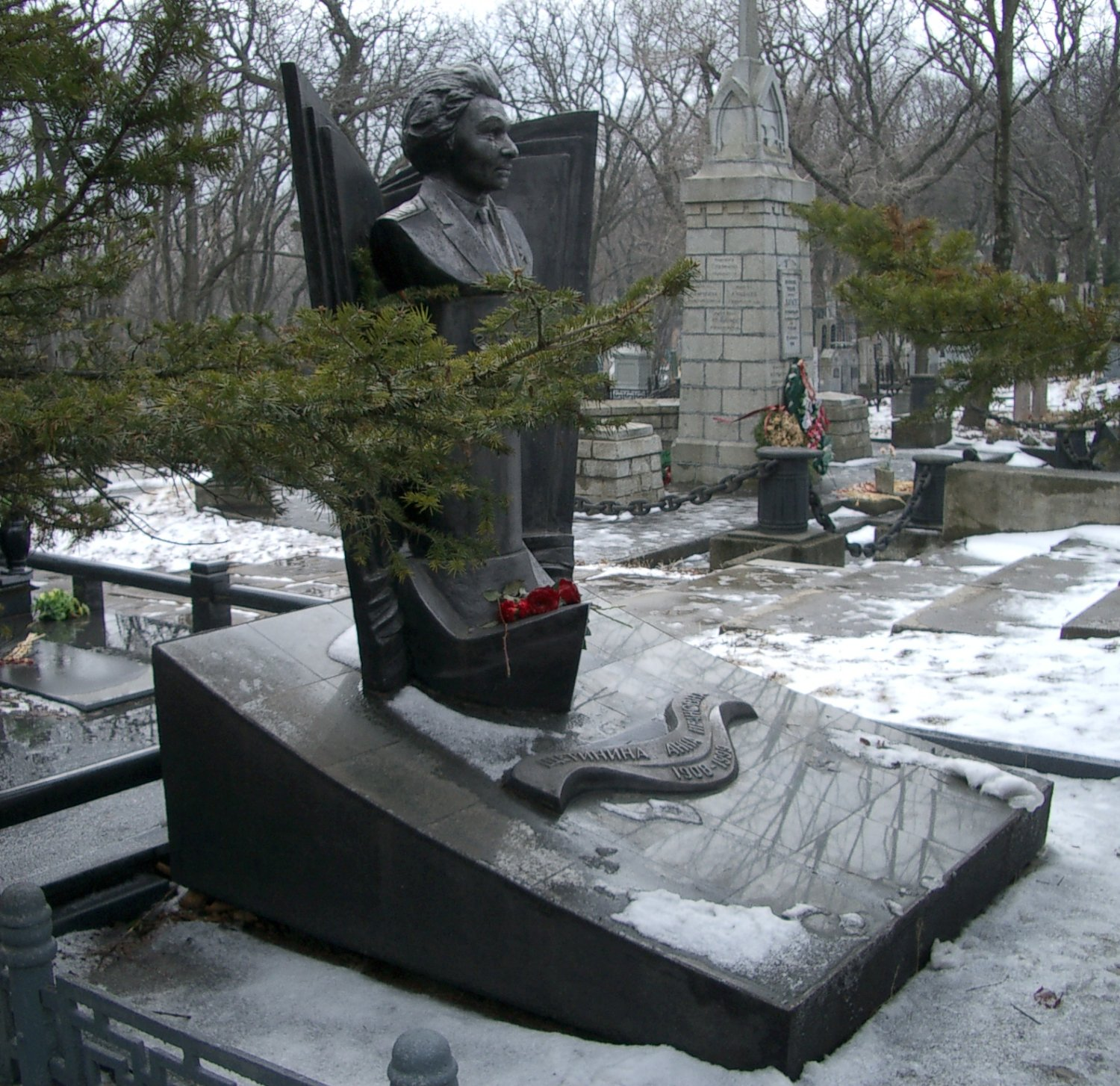
Grab von Anna Iwanowna Schtschetinina in Wladiwostok

Anna Iwanowna Schtschetinina (russisch Анна Ивановна Щетинина, englisch Anna Shchetinina; * 13. Februarjul. / 26. Februar 1908greg. am Bahnhof Okeanskaja bei Wladiwostok, Oblast Primorje, Russisches Kaiserreich; † 25. September 1999 in Wladiwostok, Russland) war eine sowjetische Kapitänin auf Großer Fahrt, die als erste Frau der Welt das Kapitänspatent für die Seeschifffahrt erwarb und in der sowjetischen Handelsflotte fuhr.

## Leben
Anna Schtschetinina wurde als Tochter des Schreiners und Eisenbahnarbeiters Iwan Iwanowitsch (1877–1946) und der Maria Filosofowna im Jahr 1908 geboren. Im Alter von 16 Jahren begann sie 1925 ihre Ausbildung an der Nautikschule in Wladiwostok. Nach dem Abschluss der Schule fuhr sie bei einer Reederei der Halbinsel Kamtschatka anfangs als Matrosin und zuletzt als Kapitänin. Das Steuermannspatent erwarb sie 1932 im Alter von 24 Jahren, das Kapitänspatent für Große Fahrt 1934. Weltweite Aufmerksamkeit erfuhr sie im Jahr 1935, als sie das 1923 in Deutschland erbaute Frachtschiff Чавыча (Tschawytscha) in Hamburg für eine sowjetische Reederei übernahm und mit ihm eine Fahrt über den Atlantik, den Indischen Ozean und den Pazifik nach dem Fernen Osten der Sowjetunion machte.

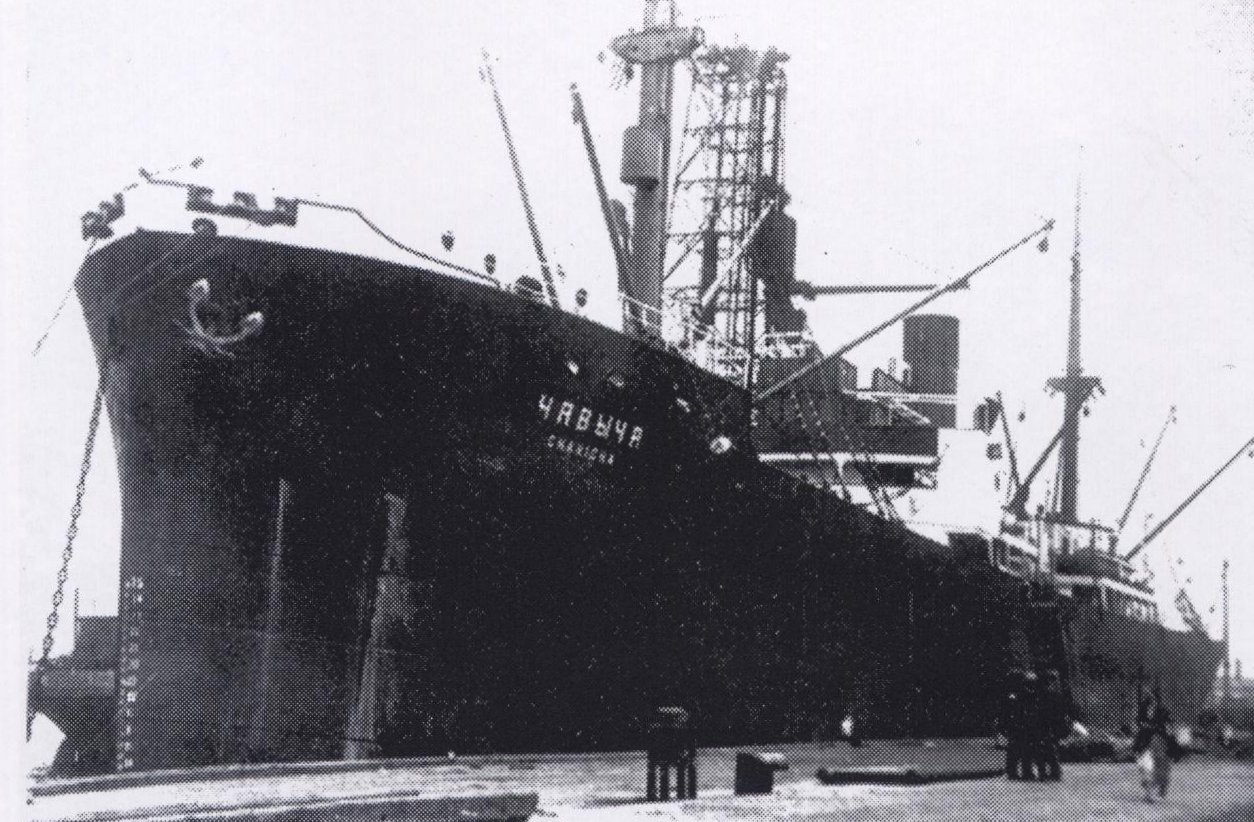
Die Tschawytscha (3021 BRT) der Reederei Kamtschatka JSC

Nach einem Beschluss der Regierung der Sowjetunion vom 26. November 1937 wurde in Wladiwostok ein Fischereihafen eröffnet, zu dessen erstem Leiter am 20. März 1938 Anna Schtschetinina ernannt wurde. Im selben Jahr setzte sie ihre Ausbildung an dem Institut für Wassertransport in Leningrad fort und absolvierte innerhalb von zweieinhalb Jahren vier Fortbildungskurse.
Während des Zweiten Weltkriegs befuhr sie die Ostsee. Sie evakuierte Bewohner aus Tallinn und transportierte Kriegsgut und Truppen. Danach kommandierte sie den Liberty-Frachter Жан Жоре́с (Jean Jaurès) auf dem Nordpazifik, der militärische Fracht und Ausrüstung von den Vereinigten Staaten zu den sowjetischen Truppen auf Sachalin brachte.
Nach dem Krieg arbeitete Anna Schtschetinina als Kapitänin auf mehreren Schiffen der Baltic Shipping Company. Ab 1949 gehörte sie zum Lehrkörper der Leningrader Seefahrtshochschule. Sie war ab 1951 Dozentin und danach Dekanin der Navigationsfakultät der Schule. Sie gründete und leitete die Abteilung für Navigation und Ozeanologie in der Primorski-Filiale der Geographischen Gesellschaft der UdSSR und war Vorsitzende dieser Filiale. 1956 wurde Anna Schtschetinina zur außerordentlichen Professorin berufen. 1960 wurde sie als Dozentin in die Abteilung für Handelsschifffahrt an der Technischen Marinehochschule in Wladiwostok versetzt. Dort gründete und organisierte sie den Klub der Kapitäne.
In ihrem Leben erhielt Anna Iwanowna Schtschetinina viele Auszeichnungen. Dazu gehören Held der sozialistischen Arbeit, zwei Leninorden, zwei Orden des Vaterländischen Krieges II. Klasse, Orden des Roten Banners der Arbeit, Orden des Roten Sterns, Medaille „Für die Verteidigung Leningrads“, Medaille „Sieg über Deutschland“, Medaille „Für den Sieg über Japan“ sowie Ehrenarbeiterin der Marineflotte. Sie war Ehrenbürgerin von Wladiwostok, Mitglied des Schriftstellerverbandes Russlands und Ehrenmitglied der Far Eastern Association of Sea Captains in London.
Sie schrieb Bücher über das Meer und Lehrbücher für Kadetten, z. B. На морях и за морями (deutsch: Über die Meere und Ozeane).
Anna Schtschetinina war seit 1928 mit Nikolai Filippowisch Kaschimow (1903–1950) verheiratet. Sie starb am 25. September 1999. Auf dem Seefriedhof in Wladiwostok wurde ihr ein Denkmal errichtet, die Schule Nr. 16 in Wladiwostok und der Park wurden nach ihr benannt, ebenso ein Kap an der Küste der Amurbucht und eine Straße im neuen Wohnviertel „Snegowaja Pad“ (Stadtrajon Perworetschenski).